# Плай (Хунедоара)
Плай (рум. Plai) — село у повіті Хунедоара в Румунії. Входить до складу комуни Блежень.
Село розташоване на відстані 318 км на північний захід від Бухареста, 39 км на північ від Деви, 80 км на південний захід від Клуж-Напоки, 140 км на північний схід від Тімішоари.

## Населення
За даними перепису населення 2002 року у селі проживали 195 осіб, усі — румуни. Усі жителі села рідною мовою назвали румунську.